# Thomas Douglas Forsyth

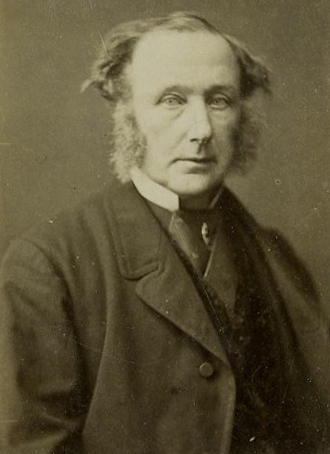
Thomas Douglas Forsyth.

Thomas Douglas Forsyth, född 7 oktober 1827, död 17 december 1886, var en brittisk-indisk ämbetsman.
Forsyth inträdde 1848 i indisk tjänst och gjorde den brittiska regeringen i Indien stora tjänster som dess sändebud till Indiens norra gränsländer. Efter en beskickning till Kaschmir 1867, utsändes han två gånger 1870 och 1873 som den indiska regeringens sändebud till Yaqub Beg i Yarkant i Östturkestan och lyckades 1874 avsluta ett förmånligt handelstraktat med denne. Resornas viktiga resultat är publicerade i Mission to Yarkand (1871) och Report of a mission to Yarkand 1873 (1875). Forsyths Autobigraphy utkom 1887.